# 稲葉正守
稲葉 正守（いなば まさもり）は、山城淀藩の第10代藩主。正成系稲葉家宗家14代。官位は従五位下、従四位下、丹後守、佐渡守、内匠頭。幼名は鉄弥。通称は大学。

## 経歴
第7代藩主・稲葉正諶の七男として誕生した。文政6年（1823年）6月25日、甥で先代藩主の正発が嗣子無くして死去したため、跡を継いだ。同年9月1日、将軍徳川家斉に拝謁する。文政7年12月16日（1825年）、従五位下・丹後守に叙任する。後に内匠頭、佐渡守に改める。天保4年（1833年）2月18日、奏者番に就任する。天保9年（1838年）6月1日、寺社奉行に就任する。天保11年12月16日（1841年）、従四位下に昇進する。天保13年（1842年）4月24日、寺社奉行を退任する。同年7月20日に隠居し、養子の正誼に家督を譲った。明治2年（1869年）2月、東京から淀に居所を移す。明治11年7月29日、病死する。

## 系譜
父母
稲葉正諶（実父）
稲葉正発（養父）
正室
藤堂高兌の娘
子女
戸田氏彬正室
養子
稲葉正誼 - 榊原政令の七男